# 栢間古墳群
栢間古墳群（かやまこふんぐん）は、埼玉県久喜市にある古墳群。埼玉県指定史跡に指定されている天王山塚古墳を含む。埼玉県選定重要遺跡に選ばれている。

## 概要
元荒川の左岸、標高14メートルにあり、天王山塚古墳を中心とする打出古墳、富士塚古墳、大日塚古墳のグループと、夫婦塚古墳を中心とする禿山古墳、芝原古墳のグループに分けられる。これらの古墳は総称して「栢間七塚」と呼ばれている。
- 天王山塚古墳 - 墳丘長107メートルの前方後円墳。6世紀後半の築造。
- 木村1号墳 - 全長45メートルの前方後円墳。
- 打出塚古墳 - 直径20メートルの円墳。
- No.15号墳 - 消滅、巫女形埴輪が出土。
- 大日塚古墳 - 直径20メートルの円墳。
- 夫婦塚古墳 - 全長42メートルの前方後円墳。
- 禿山古墳 - 直径15メートルの円墳。